# La Catalana
|  | Aquest article tracta sobre la línia d'autobusos. Vegeu-ne altres significats a «Catalana (desambiguació)». |

La Catalana va ser una línia d'autobusos a l'actual districte de Sant Martí de Barcelona.

## Història
El 1851 es va obrir la carretera entre entre el Clot i el Poblenou, anomenada carrer de Sant Joan de Malta entre el camí de la Verneda i el carrer de Pere IV, i de Sant Pere (actualment Marià Aguiló), entre aquest darrer i el del Taulat. El 1877, Francesc Xavier Camps i Puigmartí, promotor de la torre de les Aigües del Besòs, va presentar un projecte de tramvia a cavalls per a comunicar ambdós nuclis, del que no se sap pràcticament res, tot i que probablement hauria circulat per aquesta via. El 1880, l'advocat Joan de Marfà va presentar a l'Ajuntament de Sant Martí de Provençals un projecte de tramvia penjant mogut per cavalls, com una mena de monorail, que tampoc es va realitzar.
El 1908, Rafael Martí Porqueras va iniciar un servei de carruatges tirats per cavalls, adquirits de segona mà de la línia Barcelona-Badalona. El recorregut començava a Mallorca-Rogent i seguia per la plaça Font i Sagué, Escoles, carretera de la Verneda, Sant Joan de Malta i Marià Aguiló fins al carrer del Taulat, i el preu del bitllet era de 10 cèntims, força car per a la classe treballadora, majoritària a Sant Martí en aquella època. El 1912, amb la inauguració de la Societat de Banys de la Mar Bella, el trajecte es perllongava als mesos d'estiu fins a la platja. Sembla que per aquesta època, Martí va adquirir uns ripperts de segona mà procedents de l'empresa La Catalana, que havien efectuat el trajecte entre la plaça de Catalunya i Gràcia, motiu pel qual la línia seria coneguda popularment com «La Catalana». El baix nombre d'usuaris va fer que el 1916, Rafael Martí traspassés el servei, junt amb el material i les cotxeres a l'empresa La Provensalense, de Pere Llovet. Tanmateix, només cinc anys després, fou traspassada de nou a Martí, que canvià l'origen a la plaça Font i Sagué.
El 1922, la pujada de les tarifes i les queixes dels usuaris per la mala qualitat del servei van motivar que l'Ajuntament de Barcelona demanés a Martí la substitució dels òmnibus per autobusos, la qual cosa es va produir el 1925, amb el nom Autobuses Transversales de San Martín. El març d'aquest any, Martí va adquirir cinc vehicles elèctrics, dos de la firma Trebolkorn i tres de la firma Walker, les bateries dels quals es recarregaven a les cotxeres dels Quatre Cantons, unes naus entre els carrers de Pere IV, Marià Aguiló i Batista. Tanmateix, les freqüents avaries van fer que el juliol, el fabricant de bateries Tudor demanés l'embargament dels autobusos per falta de pagament. A causa dels problemes, Martí va decidir traspassar la concessió, i el setembre, l'Ajuntament l'atorgà a l'industrial de Badalona Jacint Galceran Vehil, que va substituir els autobusos elèctrics per quatre de benzina, un Hispano-Suiza i tres Chevrolet, coneguts popularment com a «capsa de mistos» per les reduïdes dimensions. Galceran no va poder remuntar el negoci, i el 1927 va decidir traspassar-lo a Josep Arqué Figuerola, que va restablir el recorregut complet entre el carrer de Rogent i els banys de la Mar Bella (no tan sols durant els mesos d'estiu sinó tot l'any), tal com dictava la concessió i va adquirir sis autobusos Hispano-Suiza, Chrevolet i Peugeot. Durant uns anys, el servei es va mantenir sense grans pèrdues econòmiques, fins que el 1932 fou traspassat a Miquel Martí Adell, fill de Rafael. Aquest va adquirir nous autobusos Ford i Krupp, el que unit a l'augment dels salaris va fer que per primer cop s'omplissin de passatgers.
El 1936, amb l'esclat de la Guerra Civil, la línia va ser col·lectivizada pel Sindicat Únic del Ram del Transport (SURT) amb el nom d'Empresa de Autómnibus T. Tanmateix, a causa de la manca de gasoil i peces de recanvi, el servei va quedar suspès molt sovint. El 1939, la línia va ser recuperada per Miquel Martí, que va fer reconstruir els vehicles que es trobaven en millor estat (un dels quals era conegut com «la carraca») i els va fer acoplar un generador de gasogen per a paliar la manca de combustible. El 1941, l'empresa, que explotava també el servei urbà de Sabadell, es va constituir com la societat anònima Autotransportes Martí, i partir del 1945, els bitllets portaven la denominació Autobuses San Martín-Pueblo Nuevo. Als anys 1950, la línia es va salvar de ser municipalitzada, i es va mantenir estable malgrat l'important pujada de les tarifes.
El 1965, la companyia va canviar de nom per Auto Transportes Martí Sociedad Anónima (ATMSA), i amb la creació de la Zona Franca a la mateixa època, el Poblenou va experimentar un procés de deslocalització industrial. El 1969, l'obertura de l'autopista A-19 (actual C-31) com a perllongació de la Gran Via de les Corts Catalanes, va suposar el tall de la Rambla del Poblenou (aleshores anomenada Paseo del Triunfo) i del carrer Joan de Malta, el que obligar a modificar el recorregut de la línia. El 1970 va morir Miquel Martí Adell i fou succeït pel seu fill Miquel Martí Carceller.
El 1972, la recentment creada Associació de Veïns de Poblenou va llogar dos autobusos per a penjar-hi pancartes reivindicatives contra l'anomenat Pla de la Ribera, i a finals d'aquest any, el soterrament del ferrocarril al Clot va comportar la supressió dels passos a nivell que afectaren durant anys la freqüència del servei. Tanmateix, a finals de la dècada, aquest era reduït a un sol autobús cada mitja hora, i l'agost del 1980, va deixar de circular els diumenges i festius. El 26 d'octubre se'n va celebrar la festa de comiat, on es presentaren els dos nous microbusos de la línia 92 de TMB, que començaria a circular l'endemà entre l'Hospital de Sant Pau amb el Poblenou. El 1996, el recorregut es va allargar fins a l'Hospital del Mar, i el microbús es va convertir en un autobús normal i posteriorment fusionat amb la línia 25, que unia l'Hospital de Sant Pau amb Gràcia i pujava fins a la Mare de Déu del Coll.